# 天主教芒德教区
天主教芒德教區（拉丁語：Dioecesis Mimatensis）是法國一個羅馬天主教教區，屬蒙彼利埃總教區。
教區成立於3世紀，首位有文獻記載的主教是聖普里瓦。
教區位於洛澤爾省，2004年有教友58,000人（佔轄區總人口78.6%）、135個堂區、126名司鐸。現任教區主教為本篤·貝爾特朗。